# Choceń
Choceń is een dorp in het Poolse woiwodschap Koejavië-Pommeren, in het district Włocławski. De plaats maakt deel uit van de gemeente Choceń en telt 980 inwoners.